# Епархия Де-Ара
Епархия Де-Ара (лат. Dioecesis De Aarensis) — епархия Римско-Католической Церкви с центром в городе Де-Ар, ЮАР. Епархия Де-Ара входит в митрополию Кейптауна. Кафедральным собором епархии Де-Ара является церковь Пресвятой Девы Марии.

## История
24 марта 1953 года Римский папа Пий XII издал буллу « Nos quibus », которой учредил апостольскую префектуру Де-Ара, выделив её из епархии Аливал-Норта.
13 апреля 1967 года Римский папа Павел VI издал буллу «Munus Nostrum», которой преобразовал апостольскую префектуру Де-Ара в епархию.

## Ординарии епархии
- епископ Louis Dettmer (24.03.1953 — 1967);
- епископ Joseph Anthony De Palma S.C.I. (13.04.1967 — 18.11.1987);
- епископ Joseph James Potocnak S.C.I (23.01.1992 — 17.07.2009);
- епископ Adam Leszek Musialek S.C.I. (17.07.2009 — по настоящее время).

## Источник
- Annuario Pontificio, Libreria Editrice Vaticana, Città del Vaticano, 2003, стр. 958, ISBN 88-209-7422-3
- Булла Nos quibus, AAS 45 (1953), стр. 533  (лат.)
- Булла Munus Nostrum  (лат.)